# 레이저 간섭계 중력파 관측소
레이저 간섭계 중력파 관측소(영어: Laser Interferometer Gravitational-Wave Observatory, LIGO)는 우주 중력파를 검출하고 중력파 관측을 천문학적 도구로 개발하기 위해 설계된 대규모 물리학 실험 및 관측소이다. 레이저 간섭계로 중력파를 검출하기 위해 미국에 두 개의 대형 관측소가 건설되었다. 이 관측소들은 4km 간격의 거울을 사용하여 한 양성자의 전하 반경(charge radius)의 1만 분의 1 미만의 변화를 감지할 수 있다.
초기 LIGO 관측소는 미국 국립과학재단(NSF)의 지원을 받아 칼텍과 MIT가 구상, 건설 및 운영을 했다.  2002년부터 2010년까지 데이터를 수집했지만 중력파는 검출되지 않았다.
기존 LIGO 검출기를 개선하기 위한 첨단 LIGO 프로젝트는 2008년에 시작되어 영국의 과학기술 시설 위원회(Science and Technology Facilities Council), 독일의 막스 플랑크 협회 및 오스트레일리아 연구위원회(Australian Research Council)의 중요한 기여로 NSF의 지원을 받고 있다. 개선된 검출기는 2015년에 가동되기 시작했다. 중력파 검출은 여러 대학과 연구 기관의 과학자들이 국제적으로 참여한 LIGO 과학 협력(LIGO Scientific Collaboration LSC)와 VIRGO 협력에 의해 2016년에 보고되었다. 이 프로젝트와 중력파 천문학 데이터 분석에 참여한 과학자들은 전 세계 1,000명 이상의 과학자, 2016년 12월 기준 44만 명의 Einstein@Home 활성 사용자를 포함하는 LSC가 조직하고 있다.
LIGO는 NSF가 자금을 지원한 가장 크고 야심찬 프로젝트이다. 2017년 노벨 물리학상은 라이너 바이스, 킵 손 및 배리 C. 배리시에게 "LIGO 검출기와 중력파 관측에 결정적인 기여를 한 공로"로 수여되었다.
관측은 "실행"들로 이루어진다. 2022년 1월 현재 LIGO는 세 번의 실행 (실행 중 하나는 두 개의 "하위 실행"으로 나뉨)을 수행하여 90건의 중력파를 탐지했다. 검출기의 유지 보수 및 업그레이드는 실행 사이에 이루어진다. 2015년 9월 12일부터 2016년 1월 19일까지 실행 된 첫 번째 실행인 O1은 처음 세 번의 탐지를 수행했으며 모두 블랙홀 병합이었다. 두 번째 실행인 O2는 2016년 11월 30일부터 2017년 8월 25일까지 8회, 7개의 블랙홀 병합 및 최초의 중성자별 병합을 탐지했다. 세 번째 실행인 O3는 2019년 4월 1일에 시작되었으며 2019년 4월 1일부터 9월 30일까지 O3a, 2019년 11월 1일까지 O3b로 나누어졌다. 코로나19로 인해 2020년 3월 27일에 중단될 때까지, O3 실행에서 중성자별과 블랙홀의 병합을 처음으로 탐지했다.
중력파 관측소인 LIGO, 이탈리아의 VIRGO, 일본의 KAGRA는 코로나로 인한 중단 이후에도 관측을 계속하기 위해 협력하고 있으며, 라이고의 O4 관측은 2023년 5월 24일에 시작되었다. LIGO는 쌍성 중성자별 병합의 감도 목표를 160-190Mpc로 예상한다(민감도: VIRGO 80-115Mpc, KAGRA 1Mpc 이상).

## 역사

### 배경

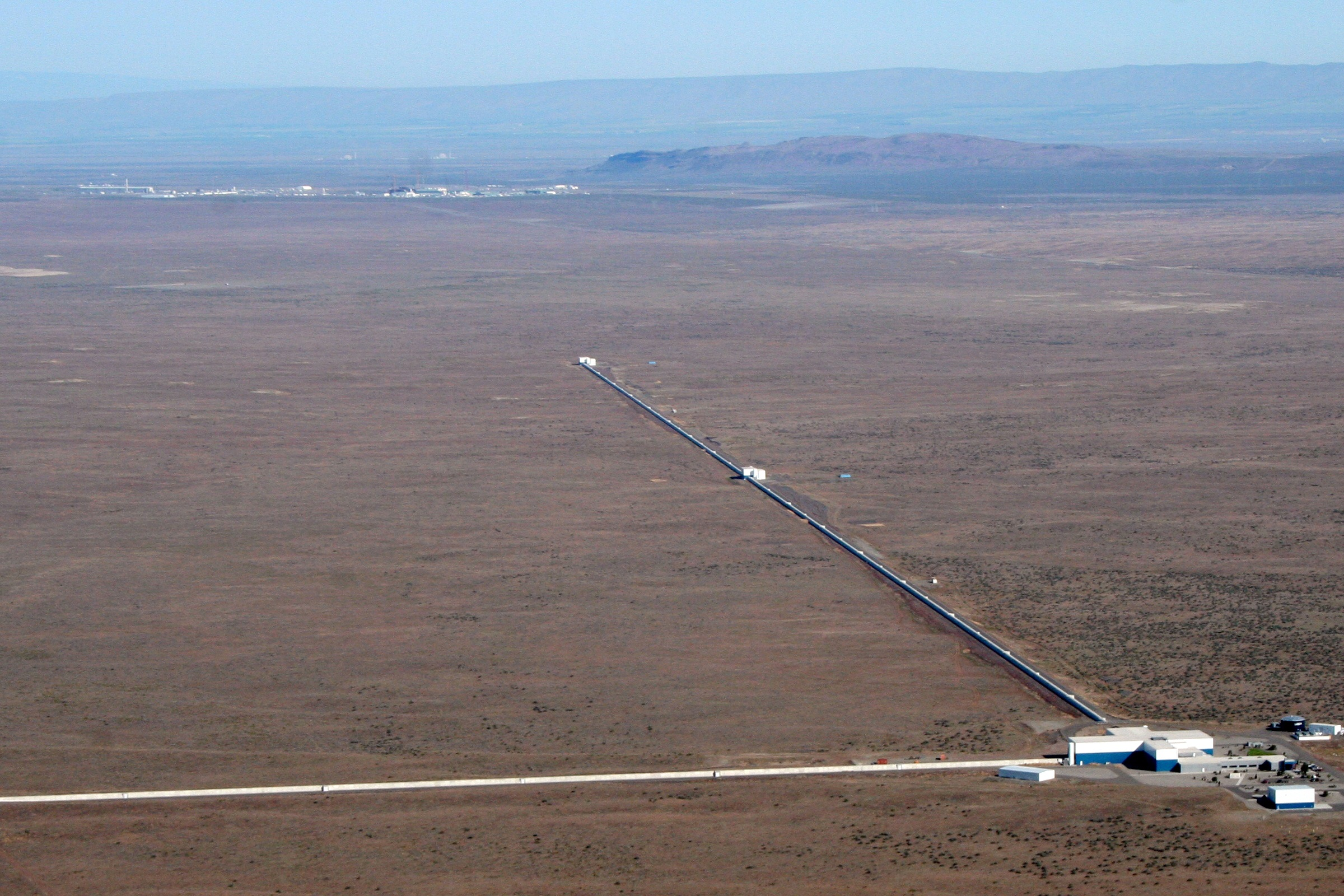
LIGO 핸포드 관측소

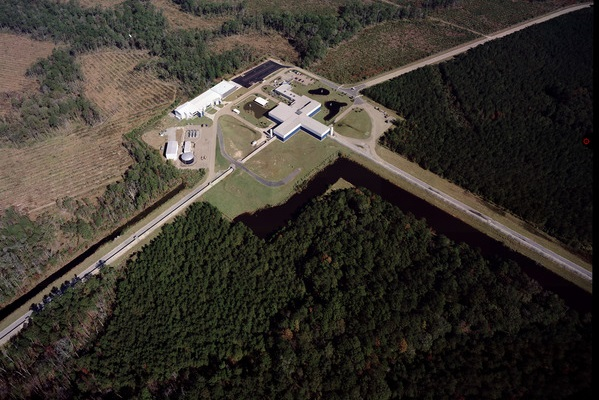
LIGO 리빙스턴 관측소

LIGO의 개념은 아인슈타인의 일반 상대성이론의 한 요소인 중력파의 존재를 테스트하기 위한 많은 과학자들의 초기 연구를 기반으로 구축되었다. 1960년대부터 조셉 웨버Joseph Weber를 비롯한 미국 과학자들과 소련 과학자 미하일 게르첸슈타인Mikhail Gertsenshtein과 블라디슬라프 푸스토비트Vladislav Pustovoit는 레이저 간섭계의 기본 아이디어와 프로토타입을 구상했고, 1967년 MIT의 라이너 바이스는 간섭계 사용에 대한 분석을 발표하고 군사 자금으로 프로토타입의 제작을 시작했지만 작동하기도 전에 종료되었다. 1968년부터 킵 손은 칼텍에서 중력파와 그 근원에 대한 이론적 연구를 시작했고, 중력파 탐지가 결국 성공할 것이라고 확신했다.
프로토타입 간섭계적 중력파 검출기(간섭계)는 1960년대 후반 휴즈 연구소(Hughes Research Laboratories)의 로버트 L. 포워드Robert L. Forward와 동료들에 의해 (자유 스윙이 아닌 진동 절연판에 거울들을 장착), 1970년대 (빛이 여러 번 반사되는 자유 스윙 거울들 장착) MIT의 바이스, 그런 다름에 독일 가칭의 하인즈 빌링Heinz Billing과 동료들, 그런 다음에 스코틀랜드 글래스고의 로널드 드레버Ronald Drever, 제임스 휴James Hough와 동료들에 의해 만들어졌다.
1980년 NSF는 MIT(폴 린제이Paul Linsay, 피터 사울슨Peter Saulson 및 라이너 바이스)가 주도한 대형 간섭계 연구에 자금을 지원했고, 이듬해 칼텍은 40미터 프로토타입을 제작했다(로널드 드레버, 스탠 휘트콤Stan Whitcomb). MIT 연구는 적절한 감도를 가진 1km 규모의 간섭계가 가능하다는 것을 입증했다..
NSF의 압력에 따라 MIT와 칼텍은 MIT 연구와 칼텍, MIT, 글래스고 및 가칭의 실험 작업을 기반으로 한 LIGO 프로젝트를 이끌기 위해 힘을 합쳐야 한다는 요청을 받았다. 드레버, 손 및 바이스는 1984년과 1985년에 연구비 지원을 거절당했지만 LIGO 운영위원회를 구성했다. 1986년, 그들은 운영위원회를 해체하라는 요청을 받았고, 로커스 보그트Rochus Eugen Vogt(칼텍)가 단 한 명의 책임자로 임명되었다. 1988년, 연구 개발 제안으로 자금이 확보되었다.
1989년부터 1994년까지 LIGO는 기술적으로나 조직적으로 발전하지 못했다. 정치적 노력 만이 계속해서 자금을 확보했다. 지속적인 자금 지원은 1991년 미국 의회가 첫해에 LIGO에 2,300만 달러에 자금을 지원하기로 합의할 때까지 일상적으로 거부되었다. 그러나 자금 지원을 받기위한 요구 사항이 충족되거나 승인되지 않았고 NSF는 프로젝트의 기술적 및 조직적 기반에 의문을 제기했다. 1992년까지 LIGO는 더 이상 직접 참여하지 않은 상태에서 구조 조정되었다. 지속적인 프로젝트 관리 문제와 기술적 우려가 프로젝트에 대한 NSF 검토에서 밝혀져 1993년에 공식적으로 지출을 동결할 때까지 자금이 보류되었다.
1994년, 관련 NSF 직원, LIGO의 과학 지도자, MIT와 칼텍 총장 간의 협의 끝에 보그트는 물러나고 배리 배리시(칼텍)가 연구 책임자로 임명되었고, NSF는 LIGO에 마지막 지원 기회가 있음을 분명히 했다.  배리시의 팀은 이전 제안보다 40% 초과하는 예산으로 새로운 연구, 예산 및 프로젝트 계획을 수립했다. 배리시는 NSF와 미국 국립과학위원회(National Science Board)에 초기 LIGO로 중력파를 검출할 수 있을 것이며 또한 첨단 LIGO로 중력파를 검출할 가능성이 큰, 진화형 검출기로서 LIGO를 건설할 것을 제안했다. 이 새로운 제안은 NSF의 지원을 받았고, 배리시는 연구 책임자{Principal investigator}로 임명되었으며, 예산 증액이 승인되었다. 1994년, 3억 9,500만 달러의 예산이 투입된 LIGO는 역사상 가장 많은 자금이 지원된 NSF 프로젝트로 기록되었다. 이 프로젝트는 1994년 말 워싱턴주 핸포드에서, 1995년 루이지애나주 리빙스턴에서 착공되었다. 1997년 완공이 임박하면서 배리시의 지휘 아래 두 개의 조직 기관, 즉 LIGO 연구소과 LIGO 과학 협력(LSC)이 설립되었다. LIGO 연구소는 LIGO 운영 및 첨단 연구개발에 따라 NSF가 지원하는 시설로 구성되어 있으며, 여기에는 LIGO 검출기 및 테스트 시설의 관리가 포함된다. LIGO 과학 협력은 LIGO의 기술 및 과학 연구를 조직하기 위한 포럼이다. LIGO 연구소와 별개의 조직으로 자체적인 감독을 받는다. 배리시는 비이스를 이 과학 협력의 첫 번째 대변인으로 임명했다.

### 관측 시작
2002년부터 2010년까지의 초기 LIGO 운영에서는 중력파를 감지하지 못했다. 2004년, 배리시의 지휘 아래 다음 단계의 LIGO 개발("강화 LIGO")을 위한 자금과 토대가 마련되었다. 그 후 수년간의 가동 중단이 있었고, 검출기는 훨씬 개선된 "첨단 LIGO" 버전으로 교체되었다. LIGO/aLIGO 기계의 연구 개발 작업의 대부분은 독일 하노버의 GEO600 검출기를 위한 선구적인 작업을 기반으로 했다. 2015년 2월까지 두 곳에서 검출기가 엔지니어링 모드로 전환되었다.
2015년 9월 중순까지 "세계 최대의 중력파 시설"은 총 6억 2천만 달러의 비용으로 5년 동안 2억 달러의 정밀 검사를 완료했다. 2015년 9월 18일 진보된 LIGO는 초기 LIGO 간섭계 감도의 약 4배로 첫 공식 과학 관측을 시작했다. 감도는 2021년경 설계 감도에 도달할 때까지 더욱 향상될 예정이었다.

#### 검출
2016년 2월 11일, LIGO 과학 협력과 VIRGO 협력은 지구에서 약 13억 광년 떨어진 곳에서 합쳐진 ~30 태양 질량 30~40억 광년의 블랙홀 두 개에서 2015년 9월 14일 09:51 UTC에 감지된 신호에서 중력파가 검출되었다는 논문을 발표했다.
데이비드 라이체David Reitze 현 최고 책임자는 워싱턴 D.C.에서 열린 미디어 행사에서 이 연구 결과를 발표했고, 배리 배리시 명예 최고 책임자는 이 연구 결과를 담은 첫 번째 과학 논문을 물리학계에 발표했다.
2016년 5월 2일, 중력파의 직접 검출에 기여한 공로로 LIGO 과학 협력(LIGO Scientific Collaboration)과 다른 공헌자들이 기초물리학 브레이크스루 상을 수상했다.
2016년 6월 16일 LIGO는 태양 질량의 14.2배와 7.5배인 두 개의 블랙홀이 병합된 세번 째 신호가 감지되었다고 발표했다. 이 신호는 2015년 12월 26일 UTC 3:38에 포착되었다.
31.2와 19.4 태양 질량의 물체 사이의 세 번째 블랙홀 병합이 2017년 1월 4일에 발생하여 2017년 6월 1일에 발표되었다. 로라 카도나티Laura Cadonati가 첫 번째 부대변인으로 임명되었다.
30.5와 25.3 태양 질량의 천체간의 네 번째 블랙홀 병합이 2017년 8월 14일에 관측되어 2017년 9월 27일에 발표되었다.
2017년 바이스, 배리시 및 손은 "LIGO 검출기와 중력파 관측에 결정적인 기여를 한 공로"로 노벨 물리학상을 수상했다. 바이스는 전체 상금의 절반을, 배리시와 손은 각각 4분의 1을 받았다.
개선 작업을 위해 가동을 중단했던 LIGO는 2019년 3월 26일 가동을 재개했고, VIRGO가 2019년 4월 1일에 중력파 검출기 네트워크에 합류했다. 둘 다 COVID-19 범유행으로 가동이 중단된 2020년 3월 27일까지 가동되었다. COVID 중단 기간 동안 LIGO는 감도를 추가로 업그레이드했으며 새로운 감도로 O4 실행을 2023년 5월 24일부터 시작했다.

## 임무

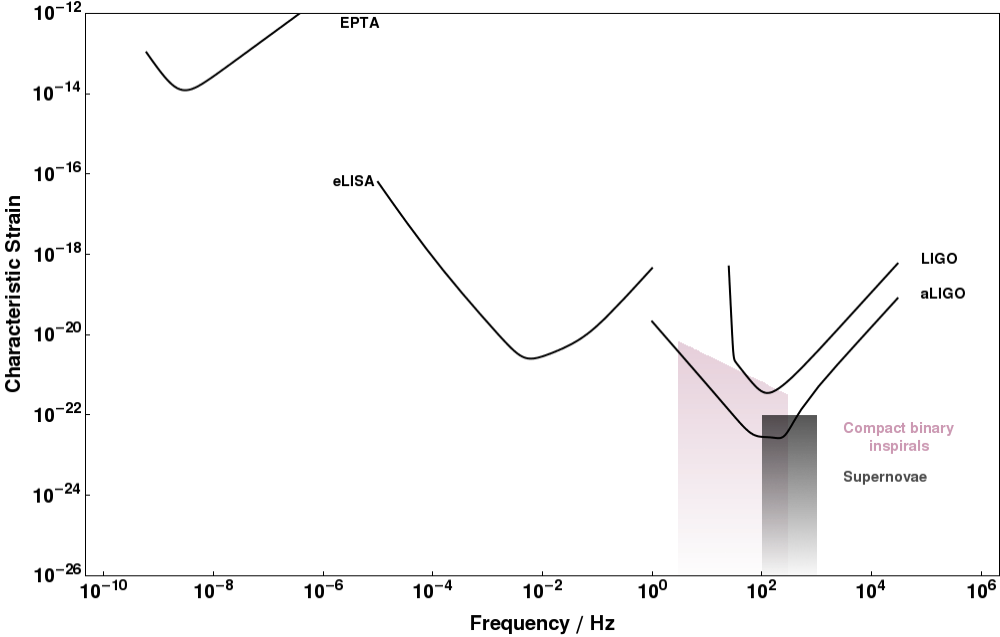
주파수에 따른 초기 및 첨단 LIGO(aLIGO)의 검출기 잡음 곡선. 이는 진화된 레이저 간섭계 우주 안테나(eLISA)와 유럽 펄서 타이밍 어레이(EPTA)와 같은 펄서 타이밍 어레이와 같은 우주용 검출기 대역 위에 위치한다. 잠재적인 천체물리학 발생원의 특징적인 변형도 표시된다. 신호의 특성 변형이 잡음 곡선보다 커야 감지할 수 있다. aLIGO가 감지할 수 있는 이러한 주파수는 인간의 가청 범위에 속한다.

LIGO의 임무는 우주 기원의 중력파를 직접 관측하는 것이다. 중력파는 1916년 아인슈타인의 일반 상대성이론에 의해 처음 예측되었지만, 당시에는 중력파를 탐지하는 데 필요한 기술이 아직 존재하지 않았다. 1974년 쌍성 펄서 PSR 1913+16을 관측한 결과 중력 복사에 의한 에너지 손실에 대한 아인슈타인의 예측과 일치하는 궤도 붕괴가 나타나면서 그 존재가 간접적으로 확인되었다. 1993년 노벨 물리학상은 이 발견으로 헐스와 테일러에게 수여되었다.
중력파의 직접 검출은 오랫동안 모색되어 왔다. 그들의 발견은 전자기 망원경과 중성미자 관측소를 보완하기 위해 천문학의 새로운 지점을 시작했다. 조셉 웨버Joseph Weber는 공진층 질량 막대 검출기에 관한 연구를 통해 1960년대에 중력파 검출을 위한 노력을 개척했다. 막대 검출기는 현재 전 세계 6곳에서 계속 사용되고 있다. 1970년대에 이르러 라이너 바이스를 비롯한 과학자들은 레이저 간섭계가 중력파 측정에 적용 가능하다는 사실을 깨달았다. 로버트 포워드Robert Forward는 1970년대 초에 휴즈에서 간섭계 검출기를 운영했다.
사실 1960년대, 어쩌면 그 이전에도 빛과 중력파의 파동 공명에 관한 논문이 발표되었다. 1971년에는 고주파 중력파 검출을 위해 이 공명을 이용하는 방법에 관한 연구가 발표되었다. 1962년 M. E. 게르첸슈타인Gertsenshtein과 V. I. 푸스토비트Pustovoit는 매우 긴 파장의 중력파 검출에 간섭계를 사용하는 원리를 설명하는 최초의 논문을 발표했다. 저자들은 간섭계를 사용하면 전기기계 실험을 사용하는 것보다 감도가 107~1010배 향상될 수 있다고 주장했습니다. 나중에 1965년 브라긴스키Braginsky는 중력파 파원와 그 검출 가능성에 대해 광범위하게 논의했다. 그는 1962년 논문을 지적하며 간섭계 기술과 측정 기술이 발전하면 중력파를 검출할 수 있다고 언급했다.
1990년대 초부터 물리학자들은 천체물리학적으로 중요한 관심사인 중력파를 검출할 수 있을 정도로 기술이 발전했다고 생각했다.
2002년 8월, LIGO는 우주 중력파를 찾기 시작했다. 중력파의 측정 가능한 방출은 쌍성계  (중성자별 혹은 블랙홀의 충돌과 병합), 대질량 별들의 초신성 폭발, 중성자별 강착하기, 지각이 변형 된 중성자 별의 회전 및 우주 탄생으로 생성된 중력 복사의 잔재에서 예상된다. 이 관측소는 이론적으로 우주 끈(cosmic string)의 진동이나 도메인 벽(domain wall)들의 충돌로 인한 중력파 등 더 이색적인 가상의 현상도 관측할 수 있다.

## 관측소
루이지애나주 리빙스턴에 있는 LIGO 리빙스턴 관측소(북위 30° 33′ 46.42″ 서경 90° 46′ 27.27″ / 북위 30.5628944°  서경 90.7742417° )와 워싱턴주 리치랜드 근처에 위치한 DOE 핸포드 부지(북위 46° 27′ 18.52″ 서경 119° 24′ 27.56″ / 북위 46.4551444°  서경 119.4076556° )에 있는 LIGO 핸포드 관측소 등 두 개의 중력파 관측소가 함께 운영되고 있다. 이 두 사이트는 지구를 관통하는 직선 거리로는 3,002킬로미터(1,865마일) 떨어져 있지만 지표면 위로는 3,030킬로미터(1,883마일) 떨어져 있다. 중력파는 빛의 속도로 이동할 것으로 예상되기 때문에 이 거리는 중력파 도착 시간의 최대 10밀리초 차이에 해당한다. 특히 유럽에서 더 먼 거리에 위치한 VIRGO와 같은 세 번째 유사한 관측기가 추가될 경우, 도착 시간의 차이는 중력파의 근원을 파악하는 데 도움이 된다.
각 관측소는 각 면이 4km(2.5마일)인 L자형 초고진공 시스템(Ultra-high vacuum)을 지원한다. 각 진공 시스템에는 최대 5개의 간섭계를 설치할 수 있다.
LIGO 리빙스턴 천문대에는 기본 구성으로 하나의 레이저 간섭계가 있다. 이 간섭계는 2004년에 유압 액추에이터에 기반한 능동형 제진 시스템으로 성공적으로 업그레이드되어 0.1-5 Hz 대역에서 10배의 제진율을 제공한다. 이 대역의 지진 진동은 주로 미세 지진(microseism) 파동과 인위적인 원인(교통, 벌목 등)으로 인해 발생한다.
LIGO 핸포드 천문대에는 리빙스턴 천문대에 있는 것과 거의 동일한 간섭계가 하나 있다. LIGO 초기 및 강화 단계에서는 절반 길이의 간섭계가 주 간섭계와 병렬로 작동했다. 이 2km 간섭계의 경우, 파브리-페로 팔 공동은 동일한 광학적 정교함을 가졌기 때문에 4km 간섭계보다 저장 시간이 절반으로 줄었다. 저장 시간이 절반으로 줄었기 때문에 이론적인 압박 감도는 200Hz 이상에서는 전장의 간섭계와 같았지만 저주파수에서는 절반에 불과했다. 같은 시기에 핸포드는 워싱턴 남동부의 제한된 지질 활동으로 인해 원래의 수동 면진 시스템을 유지했다.

## 운영

중력파 관측소의 단순화된 운영(도)
그림 1: 빔 스플리터(녹색 선)는 결맞은 빛(흰색 상자)을 거울(청록색 직사각형)에서 반사되는 두 개의 빔으로 분할하며, 각 팔에 하나의 발신 및 반사 빔만 표시되고 명확성을 위해 분리되어 있다. 반사된 빔이 재결합하면 간섭 패턴이 감지된다(보라색 원).
그림 2: 왼쪽 팔(노란색)을 통과하는 중력파는 길이가 변하여 간섭 패턴이 달라진다.

이 항목의 매개변수는 첨단 LIGO 실험을 참조한다. 1차 간섭계는 4km 길이의 두 개의 빔 라인으로 구성되며, 이 빔 라인은 지레스-투르누아 에탈론(Gires–Tournois etalon) 팔 있는 전력 재활용 마이컬슨 간섭계를 형성한다. 사전 안정화된 1064nm 네오디뮴 야그 레이저는 전력 재활용 거울(power recycling mirror)을 통과하는 20W 출력의 빔을 방출한다. 거울은 레이저에서 입사한 빛을 완전히 투과하고 반대쪽에서 들어오는 빛을 반사하여 거울과 후속 빔 스플리터 사이의 광장(light field)의 출력을 700W로 증가시킨다. 빔 스플리터에서 빛은 두 개의 직교 팔을 따라 이동한다. 부분 반사 거울을 사용하면 양쪽 팔에 파브리-페로 공진층(cavity)이 생성되어 팔에서 레이저 빛의 유효 경로 길이가 4km에서 약 1,200km로 증가한다. 공진층의 광장의 전력은 100kW이다.
중력파가 간섭계를 통과하면 해당 지역의 시공간이 변경된다. 파동의 파원와 편광에 따라, 이것은 하나 또는 둘 다의 공진층들의 길이의 효과적인 변화를 초래한다. 빔 사이의 유효 길이 변화로 인해 현재 공진층에 있는 빛이 들어오는 빛과 위상이 매우 약간 어긋나게(반위상) 된다. 따라서 공진층은 주기적으로 결맞음으로부터 아주 약간 벗어나게 되고, 검출기에서 파괴적으로 간섭하도록 조정된 빔은 주기적으로 매우 미세한 디튜닝(detuning)을 갖게 된다. 그 결과 측정 가능한 신호가 생성된다.
4km 길이를 따라 원거리 거울까지 약 280회 왕복한 후 두 개의 분리된 빔이 팔을 떠나 빔 스플리터에서 재결합한다. 두 팔에서 돌아오는 빔은 위상이 맞지 않게 유지되므로 팔이 모두 결맞음과 간섭 상태에 있을 때(중력파가 통과하지 않을 때처럼) 광파가 감쇄되어 광다이오드에 빛이 도달하지 않아야 한다. 중력파가 간섭계를 통과하면 간섭계의 양쪽 팔을 따라 거리가 짧아지고 길어져 빔의 위상이 약간 덜 어긋나게 된다. 그 결과 빔이 위상이 같아져 공명을 일으키고, 일부 빛이 광다이오드에 도달하여 신호를 나타낸다. 신호가 포함되지 않은 빛은 전력 재활용 거울을 사용하여 간섭계로 반환되어 팔에 있는 빛의 출력을 증가시킨다.
실제 운영에서는, 잡음 발생원은 광학 장치의 움직임을 유발하여 실제 중력파 신호와 유사한 효과를 낼 수 있으며, 이 장비의 많은 기술과 복잡성은 이러한 거울의 가짜 움직임을 줄이는 방법을 찾는 데 있다. 배경 잡음과 알 수 없는 오류(매일 발생하는)는 10-20 차수인 반면 중력파 신호는 약 10-22이다. 잡음을 줄인 후, 20 정도의 신호 대 잡음비가 성취될 수 있는데, 혹은 전 세계의 다른 중력파 검출기들과 결합하면 더 높아질 수 있다.

## 관측

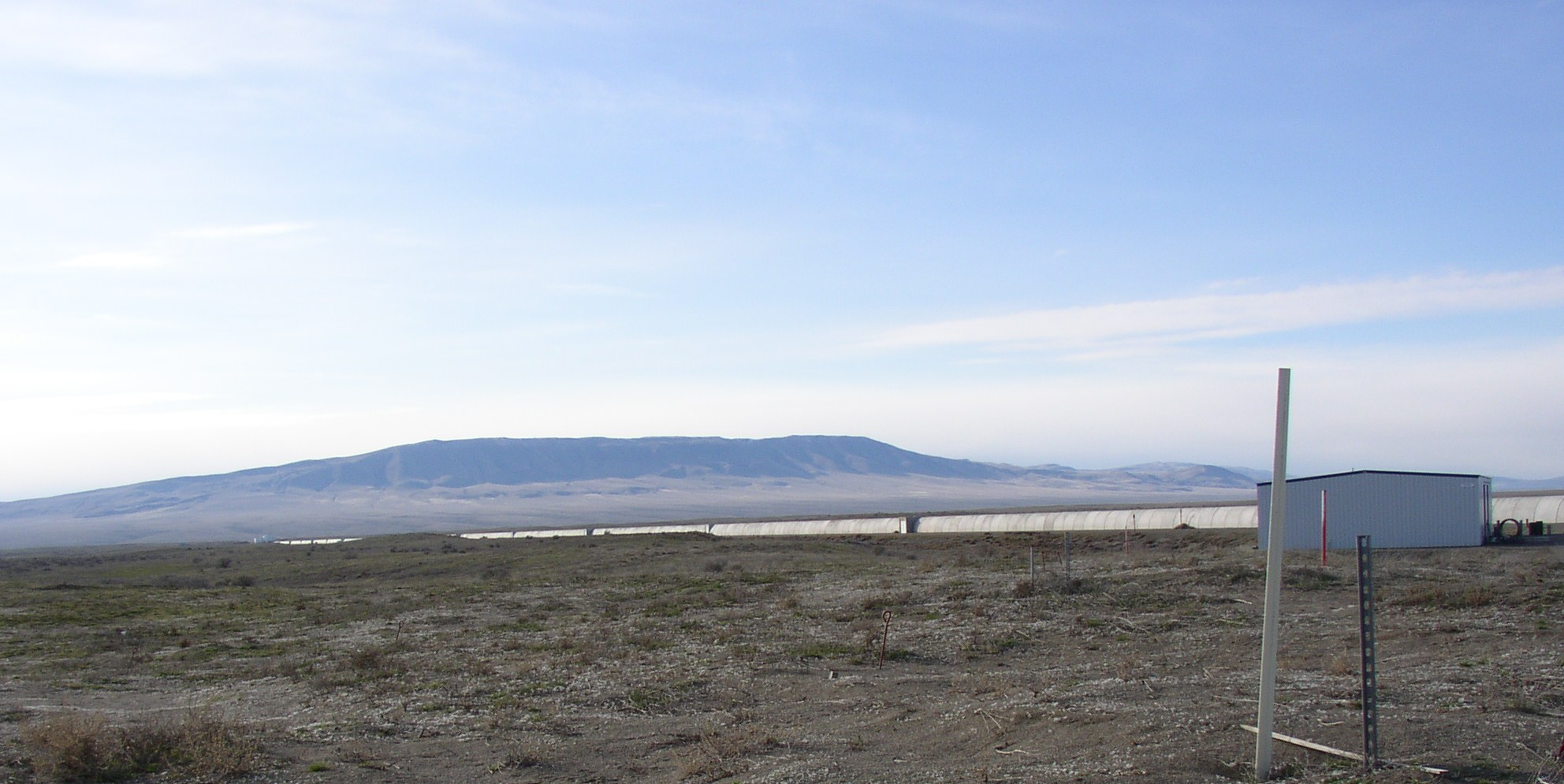
핸포드 보호구의 LIGO 간섭계의 서쪽 다리

현재 천문학적 사건의 모형과 일반 상대성이론의 예측에 따르면  지구에서 수천만 광년 떨어진 곳에서 발생하는 중력파는 4킬로미터 (2.5마일) 거울 간격을 양성자의 전하 직경(charge radius)의 1000분의 1 미만인 약 10-18m 왜곡할 것으로 예상된다. 이는 1021분의 1의 상대적 거리 변화이다. 검출 사건을 일으킬 수 있는 전형적인 사건은, 반드시 우리 은하에 위치하지 않아도 되는, 두 개의 10 태양 질량 블랙홀의 후기 단계의 내나선과 병합이며, 이 경우 짹짹거림, 폭발, 준정상 모드 울림, 지수적 붕괴라는 슬로건으로 요약되는 매우 특정한 일련의 신호가 발생할 것으로 예상된다.
2004년 말의 네 번째 과학 실행에서 LIGO 검출기는 이러한 변위를 설계치의 2배 이내로 측정할 수 있는 감도를 입증했다.
2005년 11월에 있었던 다섯 번째 과학 실행에서 감도는 100Hz 대역폭에서 1021분의 1의 변위를 감지할 수 있는 기본 설계 사양에 도달했다. 대략 태양 질량과 비슷한 중성자별 두 개가 모든 방향과 편광에 걸쳐 평균적으로 약 800만 파섹(26×106 ly), 즉 국부은하군 근처에서 발생하면 일반적으로 관측할 수 있을 것으로 예상된다. 또한 이 시기에 LIGO와 GEO600(독일-영국 간섭계 검출기)은 공동 과학 작업을 시작하여 몇 달 동안 데이터를 수집했다. 2007년 5월에는 프랑스-이탈리아 간섭계 검출기인 VIRGO가 합류했다. 다섯 번째 과학 탐사는 2007년에 종료되었는데, 이 탐사에서 수집한 데이터를 광범위하게 분석했지만 명확한 탐지 사건을 발견하지 못했다.
2007년 2월, 안드로메다 은하 방향에서 짧은 감마선 폭발이 지구에 도달한 GRB 070201이 관측되었다. 대부분의 짧은 감마선 폭발에 대한 일반적인 설명은 중성자별이 중성자별 또는 블랙홀과 합쳐진다는 것이다. LIGO는 GRB 070201의 미검출을 보고하면서 안드로메다 은하 거리에서의 병합을 높은 신뢰도로 배제했다. 이러한 제약은 LIGO가 결국 중력파를 직접 감지하는 것을 입증하는 데 전제되었다.

### 강화 LIGO

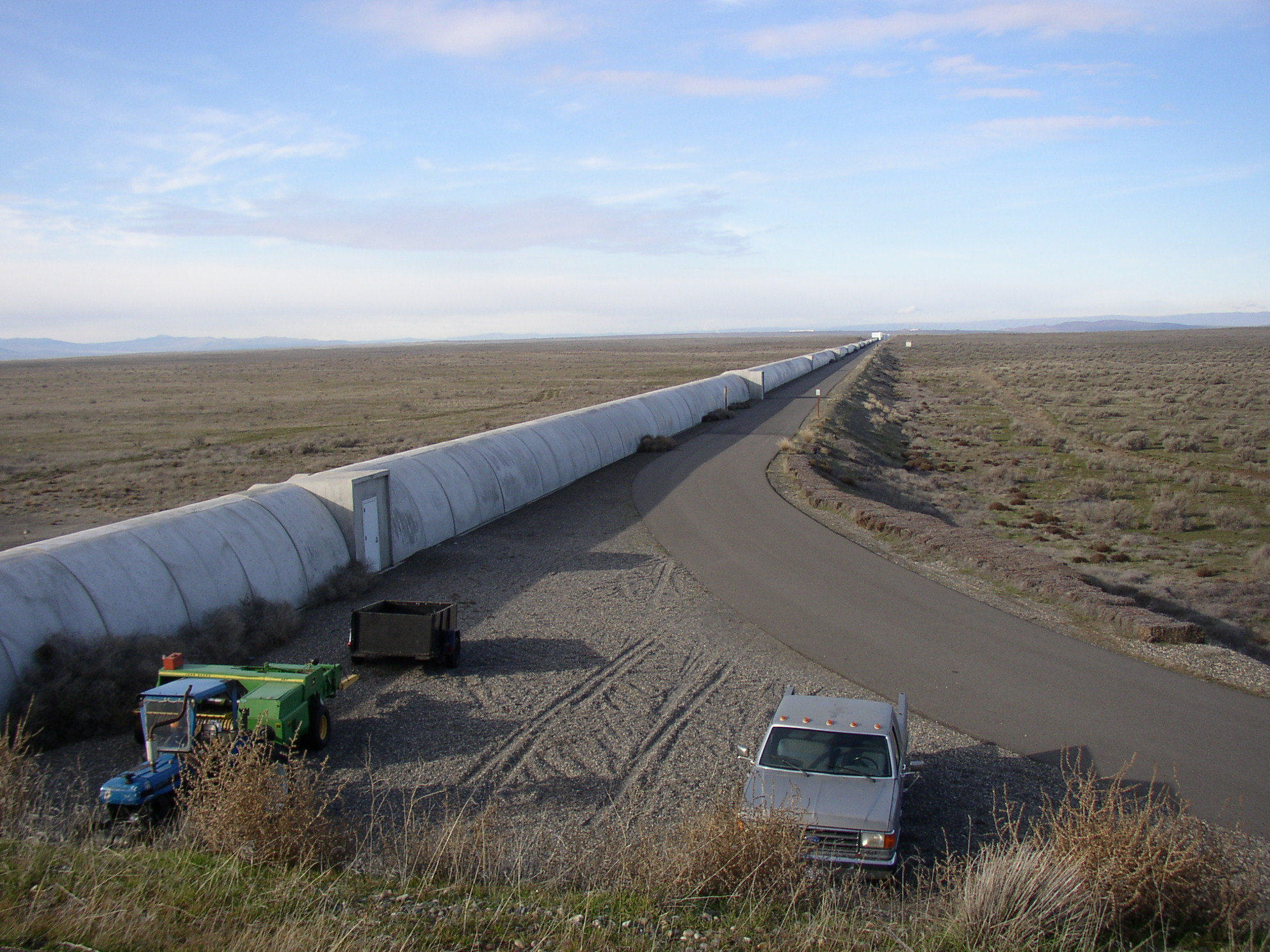
핸포드 보호구에 있는 LIGO 간섭계의 북쪽 다리(X-팔)

과학 실행 5가 완료된 후, 초기 LIGO는 첨단 LIGO 용으로 계획되었지만 가용하고 또한 초기 LIGO에 개장될 수 있는 특정 기술로 업그레이드되었으며, 이것은 향상된 성능의 구성이 되어서 강화 LIGO라고 불렀다. 강화 LIGO의 일부 개선 사항에는 다음이 포함된다:
- 증가된 레이저 출력
- 호모다인 감지(Homodyne detection)
- 출력 모드 클리너
- 진공 판독 하드웨어

과학 실행 6(S6)은 2000년 7월 4km 검출기의 향상된 구성으로 시작되었다. 2010년 10월에 종료되었고 원래 검출기의 분해가 시작되었다.

### 첨단 LIGO

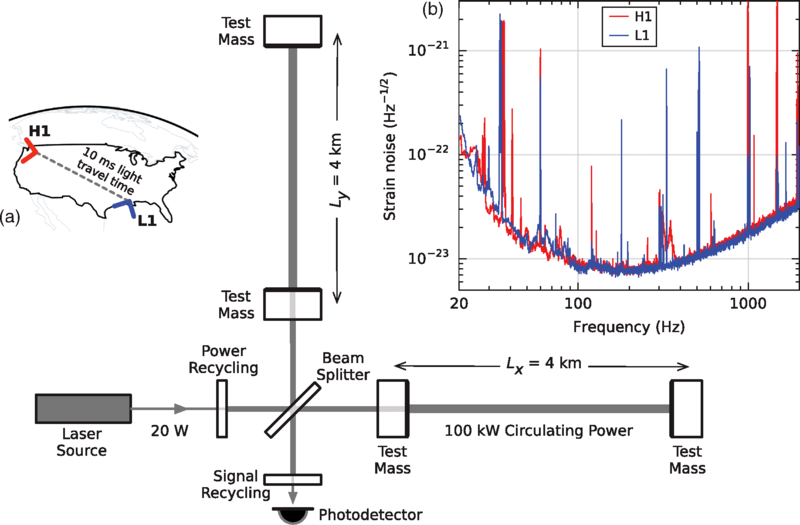
첨단 LIGO 검출기의 단순화 다이어그램(비축척)

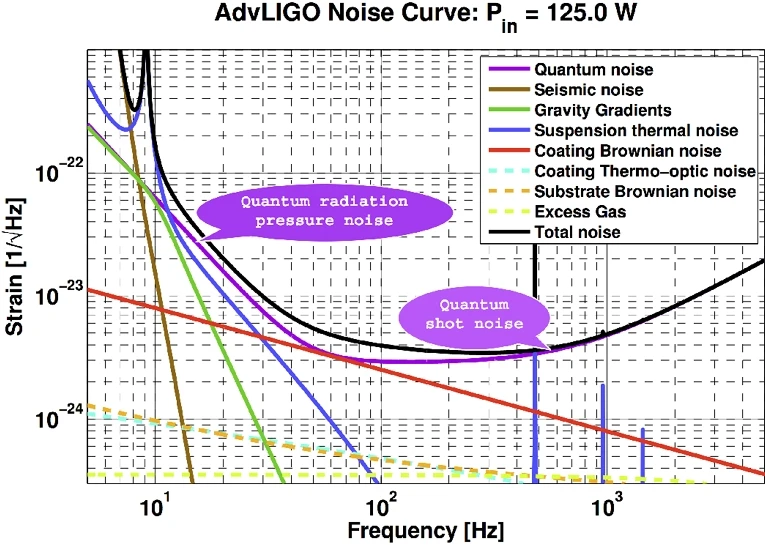
주요 잡음 발생원이 있는 첨단 LIGO 간섭계의 설계 감도, 최대 감도는 약 500Hz

2010년 이후, LIGO는 대대적인 업그레이드를 위해 몇 년 동안 오프라인 상태로 전환하여 LIGO 관측소 기반 시설에 새로운 첨단 LIGO 검출기를 설치했다.
이 프로젝트는 오스트레일리아 국립 대학교와 애들레이드 대학교가 첨단 LIGO에 기여하면서 새로운 회원을 계속 유치했으며, 2015년 9월 LIGO 연구소가 첨단 LIGO 검출기로 첫 관측 실행 'O1'을 시작했을 때 전 세계 900명 이상의 과학자가 LIGO 과학 협력에 참여했다.
첫 번째 관측 실행은 초기 LIGO보다 약 3배 더 높은 감도로 작동했으며, 더 낮은 오디오 주파수에서 최대 방사선을 방출하는 더 큰 시스템의 경우 훨씬 더 높은 감도로 작동했다.
2016년 2월 11일, LIGO와 VIRGO 협력은 중력파의 첫 번째 관측을 발표했다. 신호의 이름은 GW150914이다. 파형은 2015년 9월 14 일, 첨단 LIGO 검출기가 업그레이드 후 데이터 수집을 시작한 지 이틀 만에 나타났다. 그것은 한 쌍(pair)의 블랙홀의 내나선 및 병합{merger)과 그 결과 단일 블랙홀의 후속 링다운{ringdown)에 대한 일반 상대성이론의 예측(predictions of general relativity)과 일치했다.  이 관측은 항성질량 블랙홀 쌍성계의 존재와 쌍성 블랙홀 병합의 첫 관측을 입증했다.
2016년 6월 15일, LIGO는 2015년 12월 26일 3시 38분(UTC)에 기록된 두 번째 중력파 이벤트를 감지했다고 발표했다. 관측된 신호를 분석한 결과, 이 사건은 14억 광년 거리에서 태양 질량 14.2와 7.5의 두 블랙홀이 합쳐져 발생한 것으로 나타났다. 이 신호는 GW151226으로 명명되었다.
두 번째 관측 실행(O2)은 2016년 11월 30일부터 2017년 8월 25일까지 리빙스턴은 O1보다 15-25% 감도 향상을 달성했으며 핸포드의 감도는 O1과 비슷하다. 이 기간 동안 LIGO는 몇 가지 추가 중력파 사건를 보았다: 1월에 GW170104, 6월에 GW170608 및 2017년 7월과 8월 사이에 5개의 다른 것들(five others). 이것들 중 몇 개는 VIRGO 협력에서도 감지되었다. 중력으로만 감지할 수 있는 블랙홀 병합과는 달리, GW170817은 두 중성자별의 충돌(collision of two neutron stars)에서 발생했으며 감마선 위성과 광학 망원경으로 전자기적으로도 감지되었다.
세 번째 실행(O3)은 2019년 4월 1일에 시작되었고 2020년 4월 30일까지 지속될 예정이었지만 실제로는 코로나바이러스감염증-19로 인해 2020년 3월에 중단되었다. 2020년 1월 6일 LIGO는 2019년 4월 25일에 기록된 두 중성자별의 충돌에서 중력 파문으로 보이는 것을 LIGO 리빙스턴 검출기로 탐지했다고 발표했다. GW170817과는 달리 이 사건은 빛이 감지되지 않았다. 또한, 당시 LIGO 핸포드 검출기가 일시적으로 오프라인 상태였고 VIRGO 데이터에서 볼 수 없을 정도로 희미했기 때문에 단일 관측소 검출로서는 처음으로 공개된 사건이다.
향후 관측 실행들은 감도를 더욱 향상시키기 위한 시운전(commissioning) 노력과 함께 중단될 것이다. 2021년에 설계 감도를 달성하는 것이 목표였다. 다음 관측 실행(O4)은 2022년 12월에 시작될 예정이었지만 그 날짜는 2023년 5월 24일로 미뤄졌다.

## 미래

### LIGO-인도
LIGO-인도(LIGO-India, 또는 인디고(INDIGO)는 인도에 중력파 검출기를 만들기 위해 LIGO 연구소와 인도 중력파 관측 이니셔티브(IndIGO) 간의 계획된 협력 프로젝트이다. LIGO 연구소는 미국 국립과학재단(NSF) 및 영국, 독일, 오스트레일리아의 첨단 라이고 파트너들과 협력하여 인도에 건설될 시설에 인도 과학자 팀이 설치, 시운전, 운영할 계획인 3개의 첨단 라이고 검출기 중 하나를 위한 모든 설계와 하드웨어를 제공하겠다고 제안했다.
LIGO-인도 프로젝트는 LIGO 연구소와 LIGO-인도 컨소시엄이 협력하는 프로젝트이다: 간디나가르의 플라즈마 연구소, 푸네의 대학 간 천문학 및 천체물리학 센터(Inter-University Centre for Astronomy and Astrophysics IUCAA) 및 인도의 라자 라만나 첨단기술 센터가 협력하고 있다.
효과적인 글로벌 네트워크를 구축하기 위해 중력파 검출에 대한 전 세계적인 활동을 확대하는 것은 수년 동안 LIGO의 목표였다. 2010년에 중력파 국제위원회(Gravitational Wave International Committee GWIC)가 발표한 개발 로드맵은 간섭계 검출기의 글로벌 어레이를 확장하는 것을 최우선 과제로 삼을 것을 권고했다. 이러한 네트워크는 천체 물리학자들에게 더 강력한 검색 능력과 더 높은 과학적 수율을 제공할 것이다. 현재 LIGO 과학 협력과 VIRGO 협력 간의 합의는 비슷한 감도를 가진 세 개의 검출기를 연결하여 이 국제 네트워크의 핵심을 형성하고 있다. 연구에 따르면 인도의 검출기를 포함하는 네트워크에 의한 광원의 현지화는 상당한 개선을 가져올 것이다. 현지화 평균의 개선은 대략 몇 배의 개선이 예상되며 하늘의 특정 지역에서는 훨씬 더 큰 개선이 이루어질 것으로 예상된다.
NSF는 LIGO 예산을 늘리지 않는 한 이러한 이전과 그에 따른 일정 지연을 기꺼이 허용했다. 따라서 검출기를 수용할 LIGO 사이트와 동등한 실험실을 건설하는 데 필요한 모든 비용은 호스트 국가가 부담해야 한다. 첫 번째 잠재적인 먼 위치는 서오스트레일리아의 오스트레일리아 국제 중력 관측소(Australian International Gravitational Observatory AIGO, 그러나 오스트레일리아 정부는 2011년 10월 1일 마감일까지 자금을 투입하지 않으려고 했다.
인도의 위치는 2012년 6월 인도와 미국 간의 공동위원회 회의에서 논의되었다. 동시에 LIGO의 자금 지원 기관인 NSF에서 제안을 평가했다. LIGO-인도 프로젝트의 기본은 LIGO의 검출기 중 하나를 인도로 이전하는 것이므로이 계획은 이미 진행중인 첨단 LIGO 업그레이드 작업 및 일정에 영향을 미칠 것이다. 2012년 8월 미국 국립 과학위원회는 핸포드 "H2" 간섭계를 설치하지 않고 대신 LIGO-인도로 보낼 것을 예상하여 보관할 수 있도록 준비하여 첨단 LIGO의 범위를 수정하라는 LIGO 연구소의 요청을 승인했다. 인도에서는 이 프로젝트가 승인 및 자금 지원을 위해 원자력 에너지부(Department of Atomic Energy DAE)와 과학기술부(Department of Science and Technology (India)) DST에 제출되었다. 2016년 2월 17일, 중력파 검출에 대한 LIGO의 획기적인 발표가 있은 지 일주일도 채 지나지 않아 나렌드라 모디 인도 총리는 내각이 LIGO-인도 거대 과학 제안을 '원칙적으로' 승인했다고 발표했다.
인도 서부 마하라슈트라주 힌골리 지구(Hingoli district)에 있는 운다 나그나트 순례지 근처가 선정되었다.
2023년 4월 7일, 인도 정부 내각은 LIGO-인도 프로젝트를 승인했다. 건설은 2600 크로르-천만 인도 루피(INR)의 비용으로 마하라 슈트라의 힌 골리 지구에서 시작될 예정이다.

### A+
강화 LIGO와 마찬가지로 특정 개선 사항은 기존 첨단 LIGO 기기에 개조될 것이다. 이를 A+ 제안이라고 하며 2019년부터 업그레이드된 검출기가 2024년에 작동할 때까지 설치할 계획이다. 변경 사항은 첨단 LIGO의 감도를 거의 두 배로 높이고, 또한 검색 공간의 양을 7배로 늘릴 것이다. 업그레이드는 다음을 포함한다:
- 거울 서스펜션 시스템의 개선.[112]
- 거울의 반사율이 증가시켰다.
- 저주파에서 복사압과 고주파에서 샷 잠음을 동시에 감소시키는 주파수 의존적 압착된 상태의 빛(Squeezed states of light) 사용, 그리고
- 기계적 손실을 줄인 개선된 거울 코팅(mirror coatings).[113]

최종 LIGO 출력 광검출기는 진폭이 아닌 위상에 민감하기 때문에 제품의 양자역학적 한계를 위반하지 않고도 위상 잡음은 줄이고 진폭 잡음은 늘리도록 신호를 압착할 수 있다. 이것은 관련 매개변수에서 단순한 암흑보다 더 조용한 "압착 진공 상태"를 다크 포트 (간섭계 출력)에 주입하여 수행딘다. 이러한 스퀴징 업그레이드는 세 번째 관측 실행 전에 두 LIGO 사이트에 설치되었다. A+ 개선은 스퀴징 구적도를 고주파(50Hz 이상)의 위상 스퀴징에서 저주파의 진폭 스퀴징으로 회전시키는 역할을 하는 추가 광공진기을 설치하여 저주파 복사압 잡음도 완화할 것이다.

### LIGO 보이저
감도를 2배 더 향상시키고 저주파 차단을 10Hz로 절반으로 줄이기 위해 기존 LIGO 사이트의 3세대 검출기를 "LIGO 보이저"라는 이름으로 계획 중이다. 계획에 따르면 유리 거울과 1064nm 레이저를 더 큰 160kg 실리콘 테스트 질량으로 교체하고 123K (액체 질소로 달성 가능한 온도)로 냉각하고 실리콘이 투명한 1500~2200nm 범위의 더 긴 레이저 파장으로 변경할 것을 요구한다. (많은 문서에서 파장을 1550nm로 가정하고 있지만 이는 최종적인 것은 아니다.)
보이저는 A+로 업그레이드되어 2027~2028년경에 가동될 예정이다.

### 우주 탐사선
더 긴 팔을 가진 더 큰 시설을 위한 설계를 "우주 탐험가(Cosmic Explorer"라고 한다. 이것은 LIGO 보이저 기술을 기반으로하며 LIGO 유형과 유사한 L자형 형상을 가지고 있지만 팔이 40km이다. 이 시설은 현재 지표면에 설치될 예정입니다. 10Hz 이상의 주파수에서는 아인슈타인 망원경(Einstein Telescope)보다 감도가 높지만 10Hz 이하에서는 감도가 낮다.

## 같이 보기
- BlackGEM, 칠레의 라 신라 천문대에 위치한 광학 망원경의 계획된 어레이
- 아인슈타인 망원경(Einstein Telescope),  유럽의 3세대 중력파 검출기
- Einstein@Home, LIGO/GEO 팀의 데이터 분석을 돕기 위해 다운로드할 수 있는 자원 봉사자 분산 컴퓨팅 프로그램
- GEO600, 독일 하노버에 위치한 중력파 검출기
- 홀로미터(Holometer), 미국 페르미랩의 레이저 간섭계
- 북미 나노헤르츠 중혁파 관측소(North American Nanohertz Observatory for Gravitational Waves), 미국 천문학 단체
- 리처드 A. 아이작슨Richard A. Isaacson, 미국 물리학자
- PyCBC, LIGO 데이터 분석을 돕는 오픈 소스 소프트웨어 패키지
- 일반 상대성의 테스트(Tests of general relativity)
- VIRGO 간섭계, 이탈리아 피사 인근에 위치한 간섭계
- 레이저 간섭계 우주 안테나(Laser Interferometer Space Antenna LISA), 중력파를 측정하는 유럽 우주 임무
- 리사 패스파인더, 2015 유럽우주국 우주선
- 태극 프로그램(Taiji Program in Space), 중국 우주 기반 중력파 검출기

## 참고 문헌
- Kip Thorne, ITP & Caltech. Spacetime Warps and the Quantum: A Glimpse of the Future. Lecture slides and audio
- Barry C. Barish, Caltech. The Detection of Gravitational Waves. Video from CERN Academic Training Lectures, 1996
- Barry C. Barish, Caltech. Einstein's Unfinished Symphony: Sounds from the Distant Universe Video from IHMC Florida Institute for Human Machine Cognition 2004 Evening Lecture Series.
- Rainer Weiss, Electromagnetically coupled broad-band gravitational wave antenna, MIT RLE QPR 1972
- On the detection of low frequency gravitational waves, M.E. Gertsenshtein and V.I. Pustovoit – JETP Vol. 43 pp. 605–607 (August 1962) Note: This is the first paper proposing the use of interferometers for the detection of gravitational waves.
- Wave resonance of light and gravitational waves – M.E. Gertsenshtein – JETP Vol. 41 pp. 113–114 (July 1961)
- Gravitational electromagnetic resonance, V.B. Braginskii, M.B. Mensky – GR.G. Vol. 3 No. 4 pp. 401–402 (1972)
- Gravitational radiation and the prospect of its experimental discovery, V.B. Braginsky – Usp. Fiz. Nauk Vol. 86 pp. 433–446 (July 1965). English translation: Sov. Phys. Uspekhi Vol. 8 No. 4 pp. 513–521 (1966)
- On the electromagnetic detection of gravitational waves, V.B. Braginsky, L.P. Grishchuck, A.G. Dooshkevieh, M.B. Mensky, I.D. Novikov, M.V. Sazhin and Y.B. Zeldovisch – GR.G. Vol. 11 No. 6 pp. 407–408 (1979)
- On the propagation of electromagnetic radiation in the field of a plane gravitational wave, E. Montanari – gr-qc/9806054 (11 June 1998)

## 추가 읽기
- Barish, Barry C. (2000). “The Science and Detection of Gravitational Waves” (PDF).
- Bartusiak, Marcia (2000). 《Einstein's unfinished symphony : listening to the sounds of space-time》. Washington, DC: Joseph Henry Press. ISBN 978-0-425-18620-6.
- Saulson, Peter (1994). 《Fundamentals of interferometric gravitational wave detectors》. Singapore River Edge, NJ: World Scientific. ISBN 978-981-02-1820-1.
- Collins, Harry M. (2004). 《Gravity's shadow the search for gravitational waves》. Chicago: University of Chicago Press. ISBN 978-0-226-11378-4.
- Kennefick, Daniel (2007). 《Traveling at the speed of thought : Einstein and the quest for gravitational waves》. Princeton, NJ: Princeton University Press. ISBN 978-0-691-11727-0.
- Janna Levin (2016).  Black hole blues : and other songs from outer space. New York: Alfred A. Knopf. ISBN 978-0307958198
- Collins, Harry, M. (2017). 《Gravity's kiss: the detection of gravitational waves》. Cambridge, MA & London: MIT Press. ISBN 978-0-262-03618-4.